# True Love (песня Коула Портера)
«True Love» (в переводе с англ. — «Истинная любовь») — эстрадная песня, написанная Коулом Портером и опубликованная в 1956.
Песня впервые прозвучала в музыкальном фильме 1956 года Высшее общество в исполнении Бинга Кросби и Грейс Келли. Версия в исполнении Кросби и Келли, с аккомпанементом оркестра студии MGM (руководитель оркестра и дирижёр — Джонни Грин, аранжировка — Конрад Сэлинджер), была также популярна в виде записи на грампластинке, достигнув в пике 5-го места в чартах.
Вклад вокала Грейс Келли в исполнение песни относительно невелик — она дуэтом с Кросби поёт лишь последний припев. Несмотря на это, как исполнители песни были указаны они оба; эта запись стала для Келли единственным «золотым» диском — и 21-м «золотым» для Бинга Кросби.
True Love — наименование яхты Декстера Хэвена, на которой он и Трэйси Лорд проводят «медовый месяц» у берегов залива Мэн (Хэвен и Лорд — главные персонажи романтической кинокомедии 1940 года Филадельфийская история, по сюжету которой и снят киномюзикл Высшее общество). Позднее Бинг Кросби приобрёл 55-футовую яхту под названием Constellation, которую он переименовал в True Love.

## Песня в записи других артистов
Песню исполняли очень многие известные и малоизвестные певцы. Версия в исполнении Джейн Пауэлл появилась тогда же, в 1956, когда была популярна первоначальная версия Кросби и Келли. Элвис Пресли записал песню на свой успешный альбом Loving You (1957). Рики Нельсон включил песню в свой дебютный альбом Ricky (1957). Шелли Фабаре записала песню на свой альбом Shelley! (1962). The Everly Brothers записали версию песни на свой альбом Instant Party (1962), не достигший коммерческого успеха. Пэтси Клайн записала песню на свой второй студийный альбом Patsy Cline Showcase (1961). Другие записи песни, добившиеся успеха у публики, сделали: Jack Jones, в 1965, на очень похожую мелодию записал романс для There’s Love and There’s Love and There’s Love — альбома классических романсов в аранжировке Нельсона Риддла (Nelson Riddle); Ричард Чемберлен в альбом Richard Chamberlain Sings (1962; в 1963 был выпущен сингл с этого альбома с True Love); Джордж Харрисон в альбом Thirty Three & 1/3 (1976; в 1977 был выпущен сингл с песней); Shakin' Stevens в 1988; дуэт Элтона Джона и Kiki Dee (1993); на нескольких альбомах Конни Фрэнсис. Группа 1980-х годов Oasis записала версию песни на свой одноимённый альбом (1984). Записали песню также Энн Мюррей (на свой альбом 1993 года Croonin') и Нил Даймонд (на его альбом 1998 года The Movie Album: As Time Goes By).